# مركز التجارة العالمي 4
مركز التجارة العالمي 4 (يعرف أيضاً ب شارع 150 أو شارع غرينتش) هو ناطحة سحاب ويعتبر جزء من مركز التجارة العالمي وهو مجمع في مدينة نيويورك فُتح للمستأجرين وللعامة عام 2013 13 نوفمبر يقع المبنى في الركن الجنوبي الشرقي (6.5 هكتار) في موقع مركز التجارة العالمي.حيث وقف عند مركز التجارة العالمي الأصلي 4 المكون من تسعة طوابق، حصل المعماري فوميهيكو ماكي باني المبنى على جائزة جائزة بريتزكرلتصميم المبنى ذو 978 قدم (298 م ) اعتباراً من عام 2013 أصبح هو ثاني أطول ناطحة سحاب في مركز التجارة العالمي وراء مركز التجارة العالمي الرئيسي .ومن المتوقع ان يضم 1.8 مليون قدم مربع (167000 متر مربع) من المكاتب والتجزئة كمساحة أرضية إجمالية للمبنى.وضع الحجر الأساس للمبنى في يناير عام 2008

## المبنى الأصلي (1975-2001)
كان الأصلي 4 مركز التجارة العالمي في 9 طوابق مبنى المكاتب منخفضة الارتفاع أنجزت في عام 1975 الذي كان 118 قدم ( 36 متر ) طويل القامة و في الزاوية الجنوبية الشرقية للموقع، في مانهاتن السفلى ، مدينة نيويورك . كانت المستأجرين الرئيسيين للمبنى دويتشه بنك ( الدور 4 و 5 و 6 ) و مجلس نيويورك لل تجارة ( الطوابق 7 و 8 و 9 ) . الجانب المبنى التي تواجه شارع الحرية يضم مدخل مول في مركز التجارة العالمي في الطابق السفلي من مركز التجارة العالمي. كان للتلف غير قابل للإصلاح نتيجة ل انهيار البرج الجنوبي خلال هجمات 11 سبتمبر، و تعرض للهدم لافساح الطريق لبناء ناطحات السحاب الجديدة ، مركز التجارة العالمي أربعة و مركز التجارة العالمية الثالثة . وكان 4 مركز التجارة العالمي موطن ل خمس بورصات السلع على ما كان في ذلك الوقت واحدة من أكبر قاعات التداول في العالم ( واردة في ايدي ميرفي أماكن فيلم التداول) .

## معرض الصور

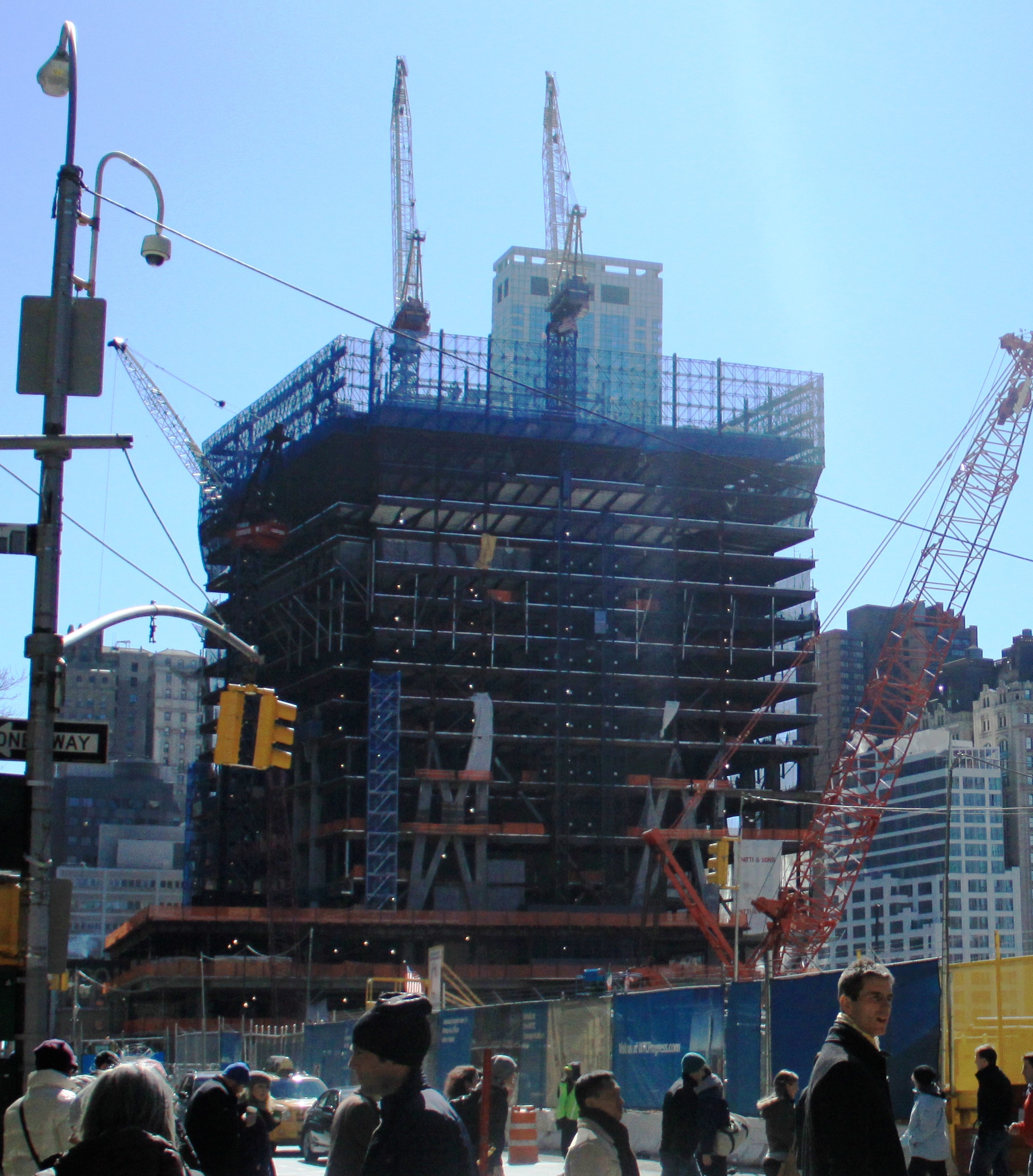
Construction on March 26, 2011.
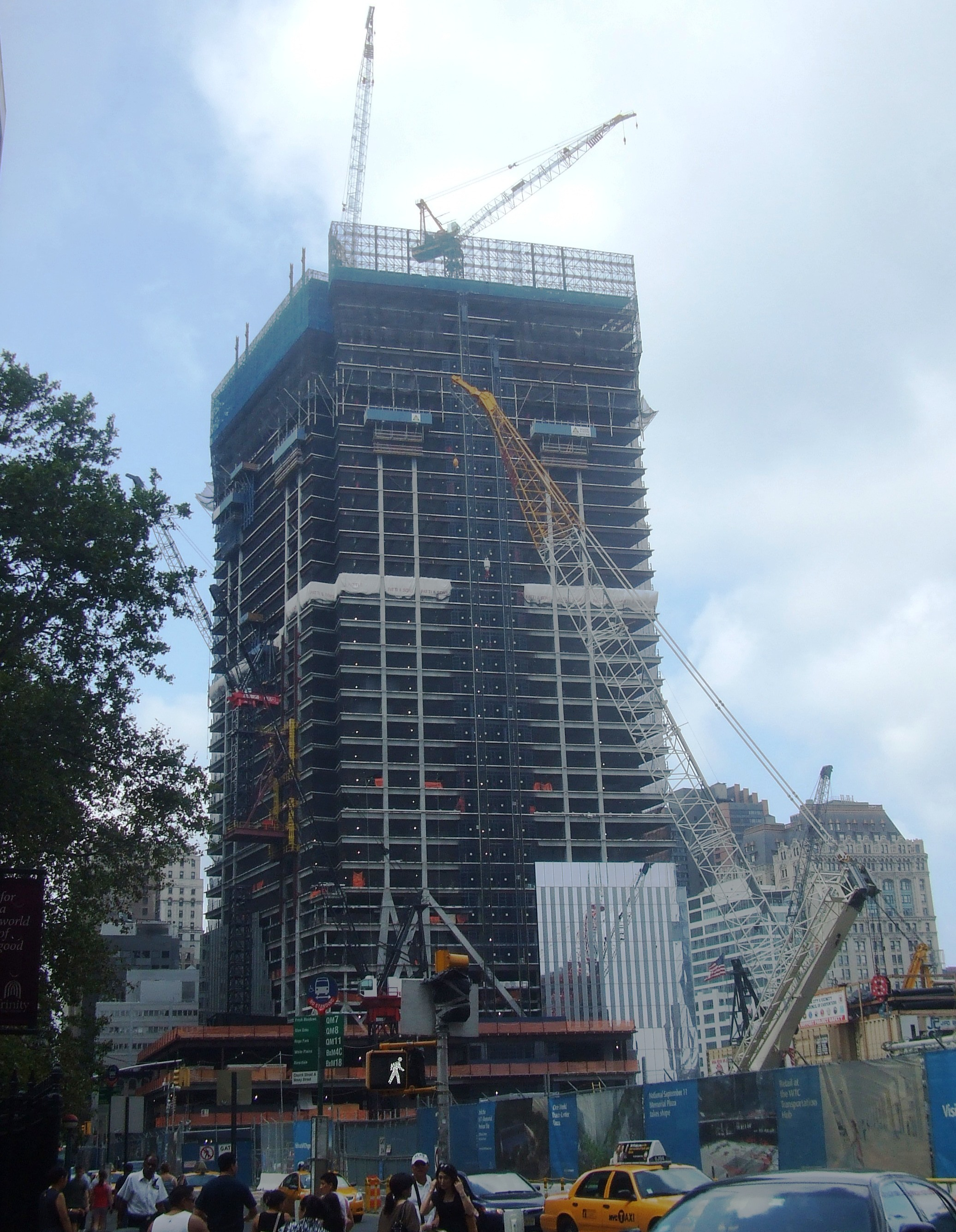
Construction on August 7, 2011.
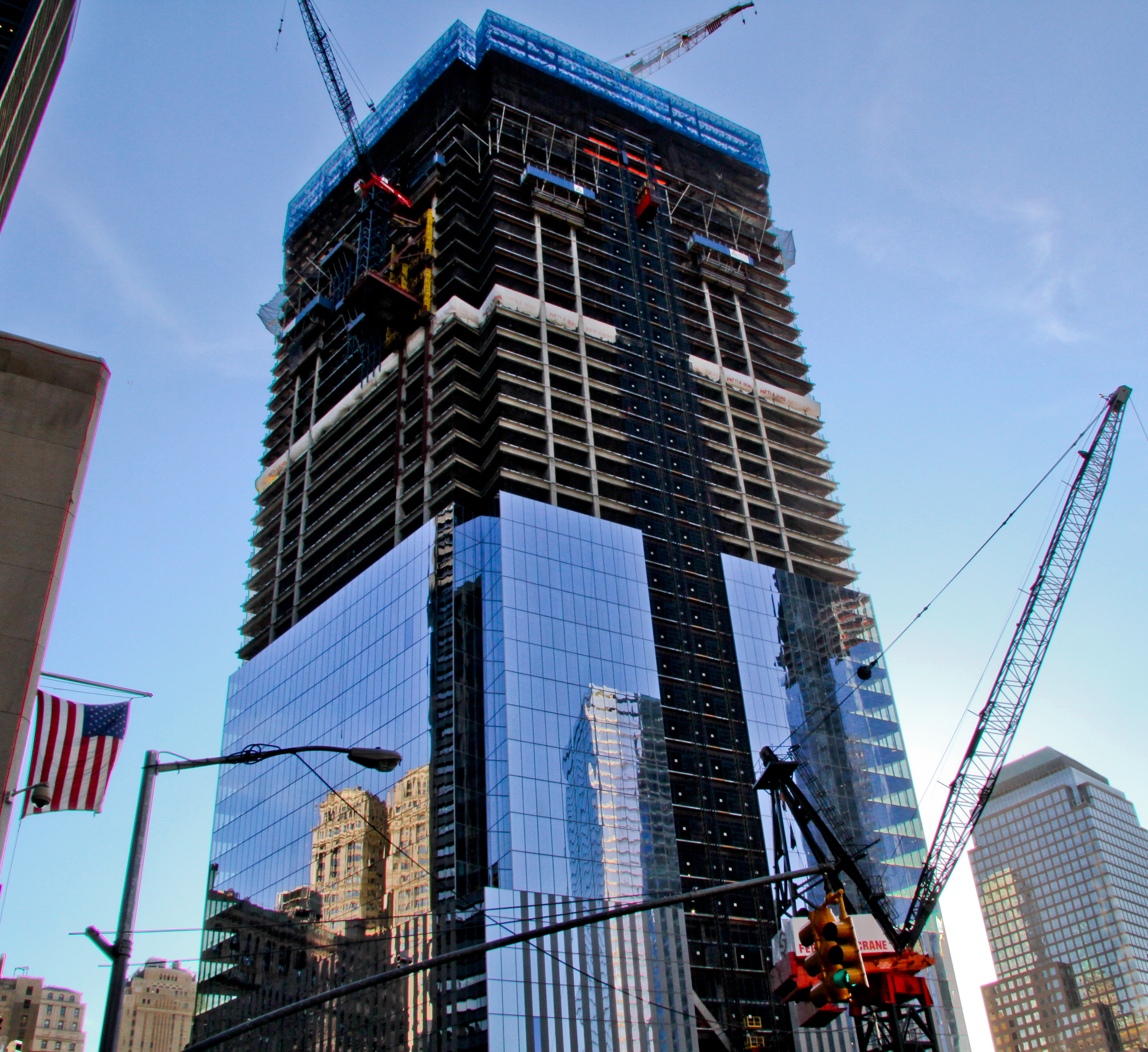
Construction on October 4, 2011.
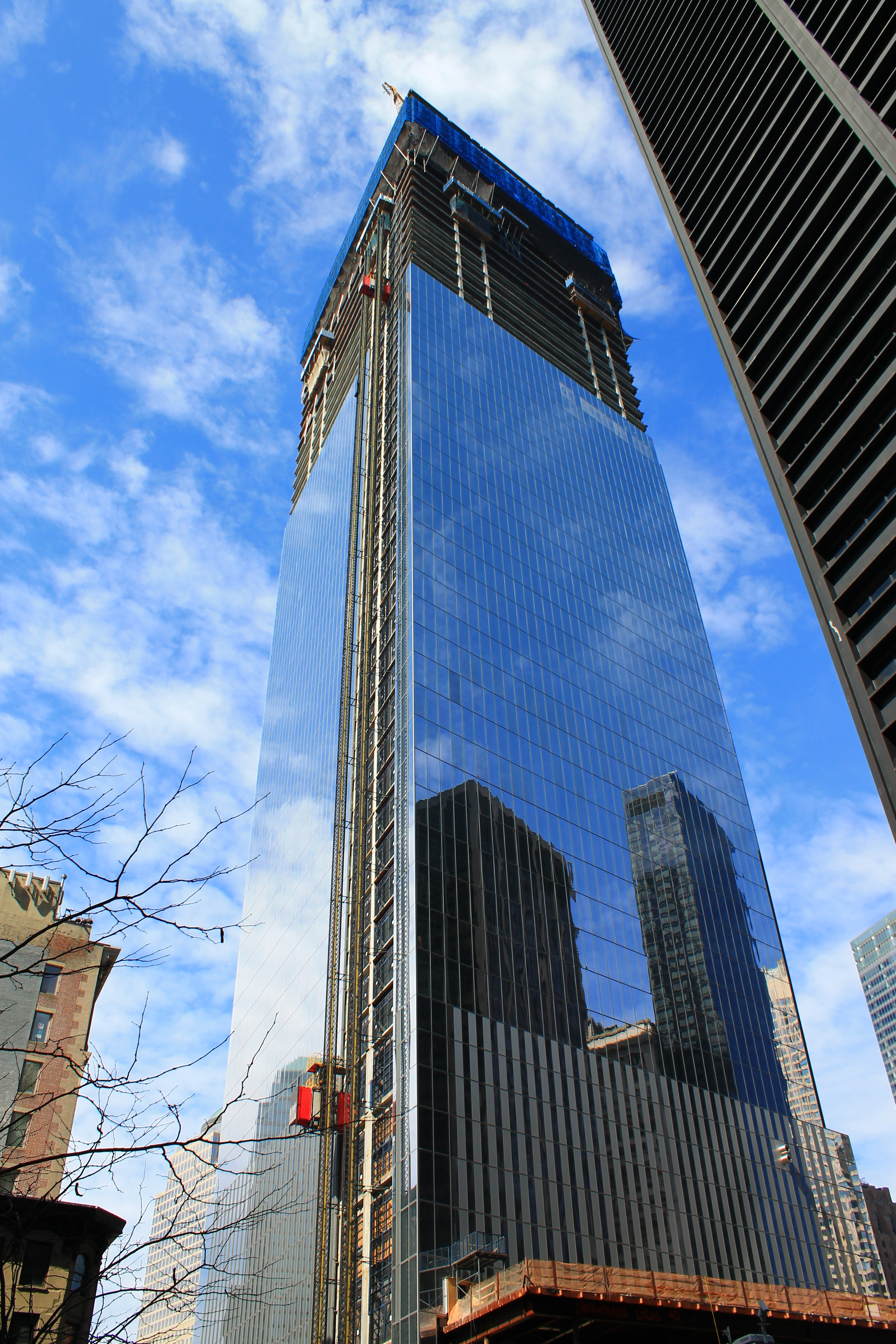
Construction on March 12, 2012.
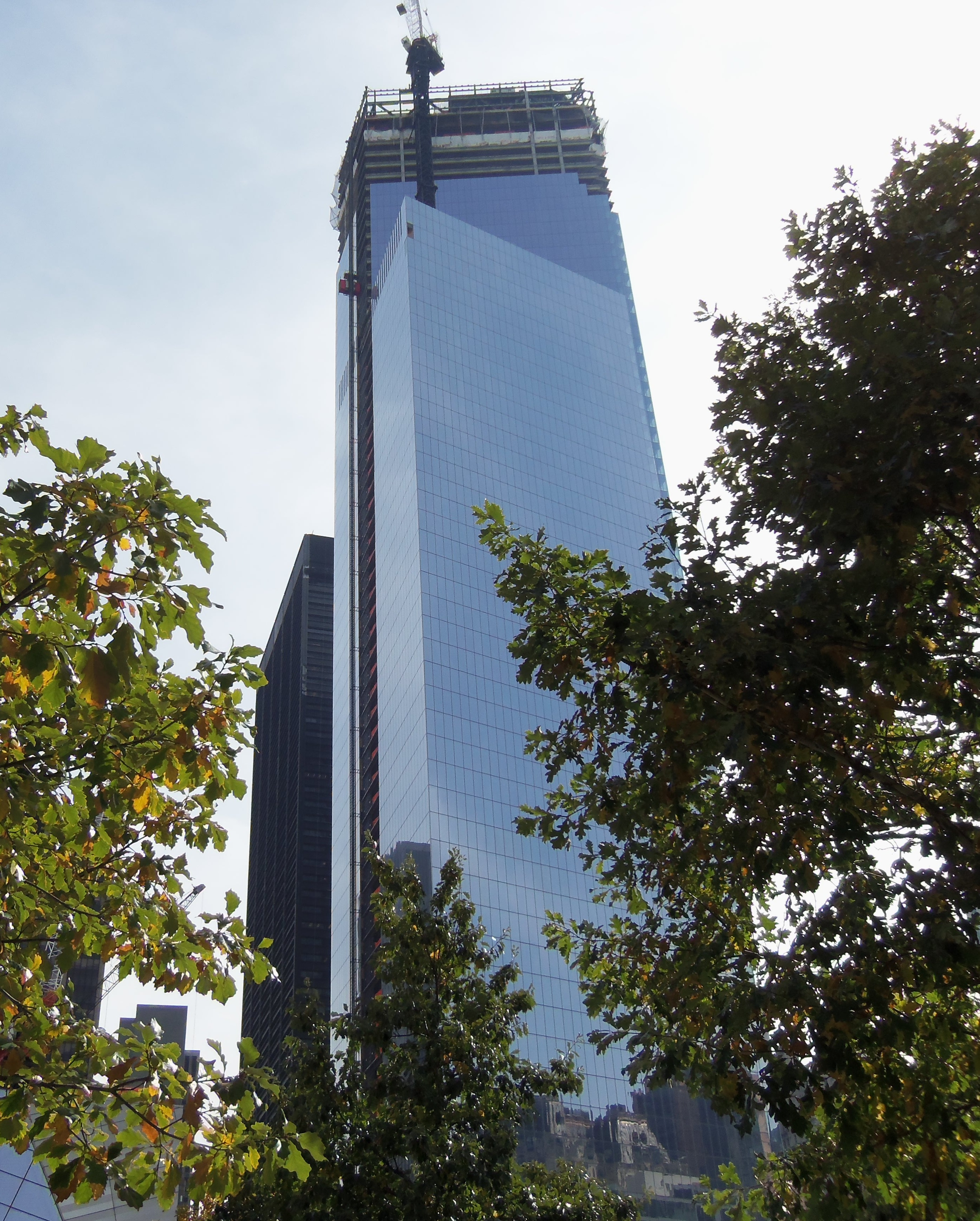
Construction on October 17, 2012

## انظر ايضاً
- قائمة أطول المباني في مدينة نيويورك
- مبنى إمباير ستيت
- برجي مركز التجارة العالمي